# Тіннура
Тіннура (італ. Tinnura, сард. Tinnura) — муніципалітет в Італії, у регіоні Сардинія,  провінція Ористано.
Тіннура розташована на відстані близько 380 км на південний захід від Рима, 130 км на північний захід від Кальярі, 45 км на північ від Ористано.
Населення — 258 осіб (2014).
Щорічний фестиваль відбувається 26 липня. Покровитель — Sant'Anna.

## Демографія
Населення за роками:

Станом на 1 січня 2023 року в муніципалітеті офіційно проживало 8 іноземців з 5 країн, серед них 8 громадян країн Євросоюзу.

## Сусідні муніципалітети
- Флуссіо
- Сагама
- Суні